# Valpet
Valpet je bil v fevdalizmu najvišji hlapec na zemljiškem gospostvu, ki je nadzoroval tlačane. 

## Valpet v slovenski literaturi
- Josip Jurčič, Nemški valpet, http://lit.ijs.si/nem_valp.html

## Vir
- Slovar slovenskega knjižnega jezika